# Закони на Кирхоф
Законите на Кирхоф определят връзката между токовете (първи закон на Кирхоф) и напреженията (втори закон на Кирхоф) в разклонени електрически вериги и са описани за първи път през 1845 от Густав Кирхоф.
Те могат да се изведат пряко от уравненията на Максуел за електромагнитното поле, но Кирхоф публикува тези закони преди известния трактат на Максуел

## За възел от електрическа верига– първи закон на Кирхоф
Алгебричната сума на всички токове в даден възел на една верига е равна на нула:
{\displaystyle I_{1}+I_{2}+I_{3}+\ldots +I_{n}=0}
или
{\displaystyle \sum _{k=1}^{n}I_{k}=0}
Или за показаната на фигурата схема:
{\displaystyle \ I_{1}-I_{2}+I_{3}-I_{4}-I_{5}=0},
също сумата на влизащите токове е равна на сумата на излизащите токове:
{\displaystyle \ I_{1}+I_{3}=I_{2}+I_{4}+I_{5}}.
Този вид на уравненията е валиден за постоянни токове.
Първият закон на Кирхоф може да се разглежда като следствие от принципа за непрекъснатост на тока, формулиран от Ампер:
{\displaystyle \nabla \cdot (\mathbf {J} +{\frac {\partial \mathbf {D} }{\partial t}})=0},
където
{\displaystyle \mathbf {J} } е плътността на тока на проводимост и конвекция, а
{\displaystyle {\frac {\partial \mathbf {D} }{\partial t}}} е плътността на тока на електрическа индукция (въведен от Максуел).
От принципа за непрекъснатост на електрическия ток следва изразът на първия закон на Кирхоф за моментните стойности на токовете:
{\displaystyle \sum _{k=1}^{n}i_{k}=0}
За променливи синусоидални токове уравненията се записват за комплексните ефективни или амплитудни стойности:
{\displaystyle \sum _{k=1}^{n}{\dot {I}}_{k}=0}.

## За затворен контур на електрическа верига– втори закон на Кирхоф
Алгебричната сума на напреженията в затворен контур от електрическа верига е равна на алгебричната сума на електродвижещите напрежения в същия контур.
При постоянни напрежения и токове:
{\displaystyle \sum _{k=1}^{n}U_{k}=\sum _{k=1}^{n}E_{k}},
като напреженията за пасивните участъци на контура се изразяват така:
{\displaystyle U_{k}=R_{k}\cdot I_{k}}
Вторият закон на Кирхоф може да се разглежда като следствие от израза за циркулацията на интензитета на електрическото поле {\displaystyle \mathbf {E} } по затворен контур. Ако този контур не съдържа източници на енергия (в потенциални полета), изразът се записва така:
{\displaystyle \oint \limits _{L}\mathbf {E} \cdot d\mathbf {l} =0,}
При наличие на източници на енергия, изразът може да се запише така:
{\displaystyle \oint \limits _{L}\mathbf {E} \cdot d\mathbf {l} =\oint \limits _{L}\mathbf {E_{w}} \cdot d\mathbf {l} }
Тук изразът в дясната страна на уравнението отразява наличието на непотенциални полета във вътрешността на източниците на енергия, като
{\displaystyle \mathbf {E_{w}} }
е интензитета на тези полета вътре в източниците.
От друга страна:
{\displaystyle \oint \limits _{L}\mathbf {E} \cdot d\mathbf {l} =\sum _{k=1}^{n}u_{k}}
{\displaystyle \oint \limits _{L}\mathbf {E_{w}} \cdot d\mathbf {l} =\sum _{k=1}^{n}e_{k}},
откъдето следва вторият закон на Кирхоф:
{\displaystyle \sum _{k=1}^{n}u_{k}=\sum _{k=1}^{n}e_{k}}
Тук {\displaystyle u_{k}} и {\displaystyle e_{k}} са съответно моментните стойности на напреженията и електродвижещите напрежения в затворения контур. При променливи токове е необходимо да се вземат предвид и индуктираните напрежения в индуктивните елементи – това може да стане както в лявата страна на уравненията по втория закон на Кирхоф, така и в дясната – като за това се използват определени правила.
При променливи синусоидални напрежения и токове, уравненията се записват за комплексните величини:
{\displaystyle \sum _{k=1}^{n}{\dot {U_{k}}}=\sum _{k=1}^{n}{\dot {E_{k}}}},
където
{\displaystyle {\dot {U_{k}}}=Z_{k}\cdot {\dot {I_{k}}}},
а {\displaystyle Z_{k}} е комплексният импеданс на пасивните клонове